# West Miami

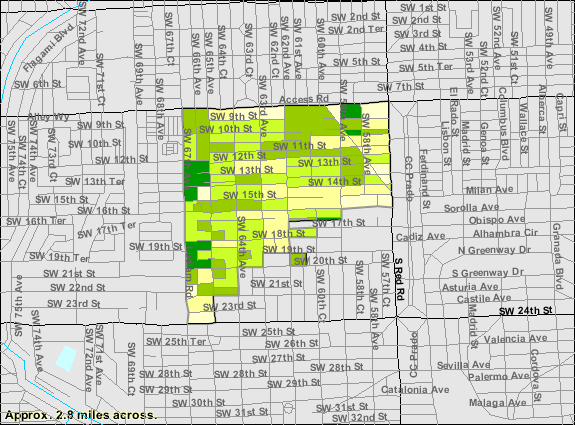
Carte du Bureau de recensement des États-Unis montrant les limites de West Miami

West Miami est une ville située dans le comté de Miami-Dade, dans l’État de Floride, aux États-Unis. Lors du recensement de 2000, elle comptait 5 863 habitants. Coordonnées géographiques : 25° 45′ 26″ N, 80° 17′ 48″ O.
West Miami fait partie de l’agglomération de Miami.

## Démographie
| 1950  | 1960  | 1970  | 1980  | 1990  | 2000  |
| ----- | ----- | ----- | ----- | ----- | ----- |
| 4 043 | 5 296 | 5 494 | 6 076 | 5 727 | 5 863 |

| 2010  | - | - | - | - | - |
| ----- | - | - | - | - | - |
| 5 965 | - | - | - | - | - |

## Source
- (en) Cet article est partiellement ou en totalité issu de l’article de Wikipédia en anglais intitulé « West Miami, Florida » (voir la liste des auteurs).